# Ibrāhīm al-Maws̩ilī
 (octobre 2009).
Si vous disposez d'ouvrages ou d'articles de référence ou si vous connaissez des sites web de qualité traitant du thème abordé ici, merci de compléter l'article en donnant les références utiles à sa vérifiabilité et en les liant à la section « Notes et références ».
Ibrahim Al-Mawsili (742 - 804), est un musicien persan, qui fut à l'origine de la création du premier conservatoire du monde arabo-musulman. Les historiens en musicologie le considèrent comme le " père du classicisme musical musulman ".

## Biographie
Poursuivant l’œuvre de son père, Ishaq Al-Mawsili aura imprimé à la musique orientale son visage et ses contours définitifs, qui ne varieront plus quasiment au cours des siècles qui suivront et ce jusqu'à aujourd'hui. Ishaq sera apprécié autant que son père Ibrahim par le Calife. Maître incontesté de la musique arabo-musulmane, Ishaq nous laissera une œuvre de plus de 400 mélodies.  
Ibrahim et Ishaq al-Mawsili (de Mossoul) avaient révolutionné la musique orientale comme personne avant eux et ont posé ainsi les jalons de futurs styles musicaux très variés. 
Plus tard, Hammad, fils de Ishaq poursuivra, il est vrai avec moins de génie, l’œuvre de ses illustres prédécesseurs.
La tradition des Al-Mawsili se perpétuera grâce au talent d'un autre musicien kurde de génie, Ziryab (789 - 857), esclave affranchi originaire
d'un petit village kurde de Mossoul. Commençant son illustre carrière à Bagdad aux côtés de son maître Ishaq, c'est lui qui propagera cette musique 
dans tout le Maghreb, et en Andalousie. On lui doit plusieurs inventions, dont le plectre ainsi qu'une corde supplémentaire sur le luth.